# Companhia das Letras
A Companhia das Letras é a maior editora localizada no Brasil, fundada em 1986, com sede em São Paulo.

## Histórico
Fundada por Luiz Schwarcz, que vinha da experiência de trabalho na Editora Brasiliense, e sua esposa Lilia Moritz Schwarcz, teve como um dos quatro primeiros livros publicados Rumo à Estação Finlândia, de Edmund Wilson, sucesso de vendas que impulsionou a editora, e nos primeiros 12 meses de existência, lançou 48 títulos. Três anos depois se associou ao empreendimento o economista e escritor Fernando Moreira Salles.
Em 24 anos, a editora publicou quase três mil títulos, de 1.300 autores, incluindo os lançamentos dos outros selos da editora. Em 2009, foram mais de 230 títulos publicados, e no total a editora tem 3.239 títulos, sendo 2.800 em catálogo. A tiragem média é de 10.500 exemplares, e o livro mais vendido foi As Barbas do Imperador, com 3,950 milhões exemplares.
As duas principais linhas editoriais da Companhia das Letras são, desde o início, literatura e ciências humanas, que se ramificam em: ficção brasileira, ficção estrangeira, poesia, policiais, crítica literária, ensaios de história, ciência política, antropologia, filosofia, psicanálise, além de séries de fotografia, gastronomia, divulgação científica, biografias, memórias, relatos de viagem e projetos especiais.
Possui ao todo sete selos: Companhia das Letras, Cia. das Letras, Companhia das Letrinhas, Companhia de Bolso, Quadrinhos na Cia., Penguin-Companhia, Editora Claro Enigma. Criado em 1992, o selo Companhia das Letrinhas tem como proposta editar livros voltados ao público infanto-juvenil.
O selo Cia. das Letras, que surgiu em 1994, desenvolve duas linhas básicas: de um lado, publica livros de ficção e não ficção voltados para pré-adolescentes e adolescentes; de outro, obras de interesse para diferentes faixas etárias, como O mundo de Sofia, O menino do pijama listrado e a coleção Desventuras em Série.
Em 2006 foi criado o selo Companhia de Bolso, que relança em edição econômica os grandes sucessos da Companhia das Letras. Em 2009, foram criados mais três selos: Quadrinhos na Cia., Editora Claro Enigma e Penguin Companhia. Quadrinhos na Cia. traz uma linha dedicada aos quadrinhos. A editora Claro Enigma é ligada à educação, com material paradidático.
Em 2010, o selo Penguin Companhia passa a editar, em português, obras do catálogo da Penguin Classics, com o formato internacionalmente reconhecido da coleção, e uma série de clássicos em língua portuguesa, além de novos projetos idealizados especialmente para a coleção. Em 5 de dezembro de 2011 a editora britânica Penguin Books comprou 45% da Companhia das Letras, sendo criado uma holding das famílias Moreira Salles e Schwarcz para administrar os 55% de participação da editora. Em outubro de 2018, a Penguin passou a ter 70% da editora, e a família Schwarcz ficou com 30%; a família Moreira Salles deixou o negócio.
Em 2015, comprou a Editora Objetiva, que antes era uma propriedade do Grupo Santillana/PRISA.
Em 2 de outubro de 2019, comprou a Zahar, do Rio de Janeiro.
Em 18 de março de 2022, a Companhia das Letras anunciou a compra de 70% da Editora JBC, visando dar apoio na distribuição, comercialização e divulgação dos mangás da JBC. A gestão continuou nas mãos das irmãs Shoji por conta da experiência com a área de mangás e licenciamento, e a compra foi divulgada na semana em que a Editora JBC comemorou 27 anos de sua fundação.

## Enquete
Em 23 de julho de 2012, o jornal Valor Econômico, que promovera uma enquete com um grupo de críticos e professores para identificar qual é a melhor editora do Brasil, apresentou como resultado a Companhia das Letras em primeiro lugar (81%), e a Cosac Naify em segundo (76%). Em 3º lugar ficaram a Editora 34, a Martins Fontes e a Record; em 4º a Editora UFMG e a Nota do Tempo; em 5º Ateliê Editorial, Editora Hedra, Editora Iluminuras, Editora da Unicamp; em 6º lugar Contraponto Editora, Difel, Edusp, Editora Escrituras, Editora Perspectiva, UnB, Editora Vozes, WMF Martins Fontes, Zahar Editores.